# Элиан (префект претория)
Элиан (лат. Aelianus) — восточноримский политический деятель последней четверти V века.
В 480 году Элиан занимал должность префекта претория Востока. Известно. что к нему на этом посту было направлено несколько законов, которые позже вошли в состав Кодекса Юстиниана. В 484 году Элиан поддержал восставших против власти императора Зенона Илла и Леонтия, провозглашенного императором. Леонтий назначил его своим префектом претория Востока. Дальнейшая судьба Элиана неизвестно. Возможно, он был похоронен в киликийском городе Адана, хотя это может захоронение его тёзки.